# Carex torta
Carex torta är en halvgräsart som beskrevs av Francis M.B. Boott och Edward Tuckerman. Carex torta ingår i släktet starrar, och familjen halvgräs. Inga underarter finns listade i Catalogue of Life.